# Руставели-Вазисубанская линия
Руставе́ли-Вазисуба́нская линия (груз. რუსთაველი-ვაზისუბანი-ხაზი) — недостроенная третья линия Тбилисского метрополитена.

## История
Линия была спроектирована в середине 1980-х годов, в 1988 году началось строительство, но после распада СССР строительство остановилось (ориентировочно, в 1992 или 1993 году) и с тех пор не возобновлялось.

## Маршрут
Линия должна была начинаться на Военно-Грузинской дороге и кончаться на станции «Руставели-2», с пересадкой на Ахметели-Варкетилскую линию.